# Schwarzbachtal (Dippoldiswalde)
Das Schwarzbachtal ist ein Seitental der Roten Weißeritz bei Dippoldiswalde im Landkreis Sächsische Schweiz-Osterzgebirge. Ein Teil des Tals ist als Naturschutzgebiet ausgewiesen.

## Lage

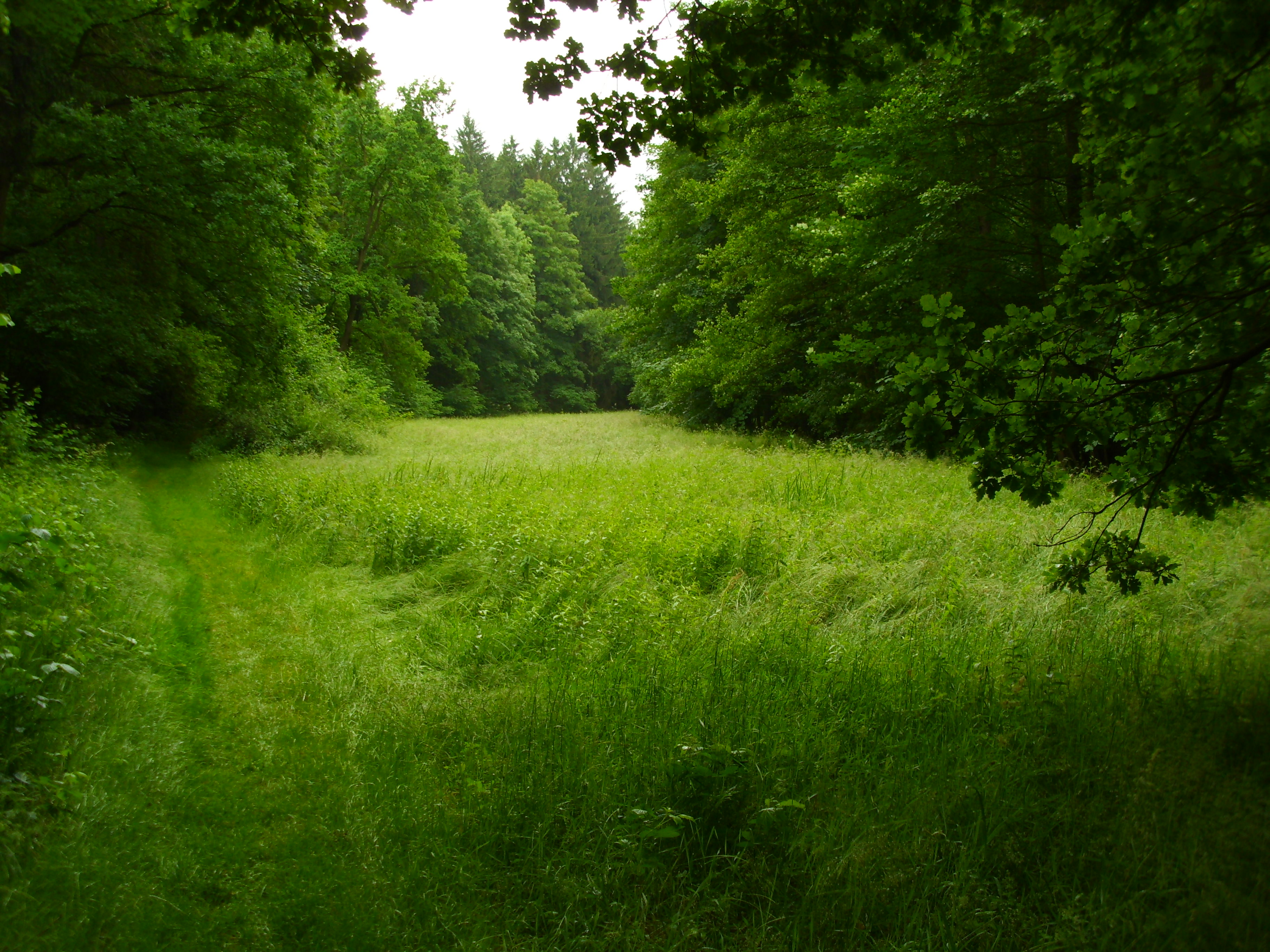
Blick in das Schwarzbachtal bei Dippoldiswalde

Als Schwarzbachtal wird der Grund bezeichnet, der bei der Straße zwischen Obercarsdorf und Sadisdorf auf ca. 530 NHN beginnt und in Dippoldiswalde in das Weißeritztal übergeht. Durchflossen wird er vom Schwarzbach.

## Geschichte

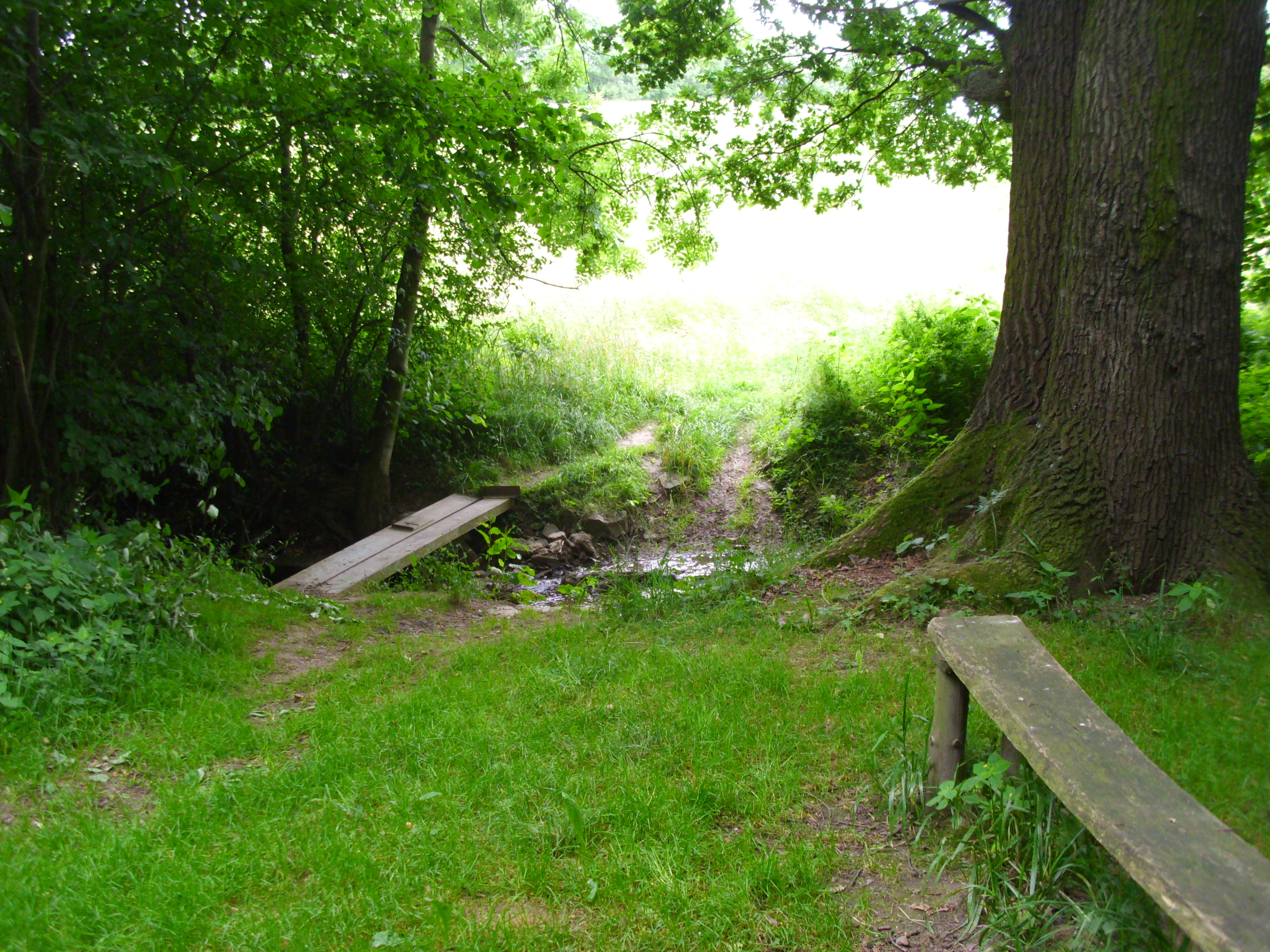
Der Ehemalige Brückenplatz

Mit der Burg Dippoldiswalde entstand um 1200 auch das Vorwerk Wolframsdorf (früheres Ulberndorf) im unteren Teil des Grundes das Vorwerk Schwarzdorf im oberen Teil des Grundes. 1429 wurden beide Vorwerke durch die Hussiten geschleift. Am Ausgang des Grundes befanden sich zahlreiche Gruben und die Kurfürstliche Schmelzhütte nicht weit von dieser verlief die alte Osterzgebirgische Poststraße von Dippoldiswalde nach Frauenstein hinauf und touchierte Kurzzeitig den Südlichen Teil den Grundes bis diese weiter über die Felder in Richtung Obercarsdorf verlief. 1977 wurde ein Teil des Gebiets mit einer Fläche von 13,74 ha unter Naturschutz gestellt.

## Dippoldiswalder Fußweg

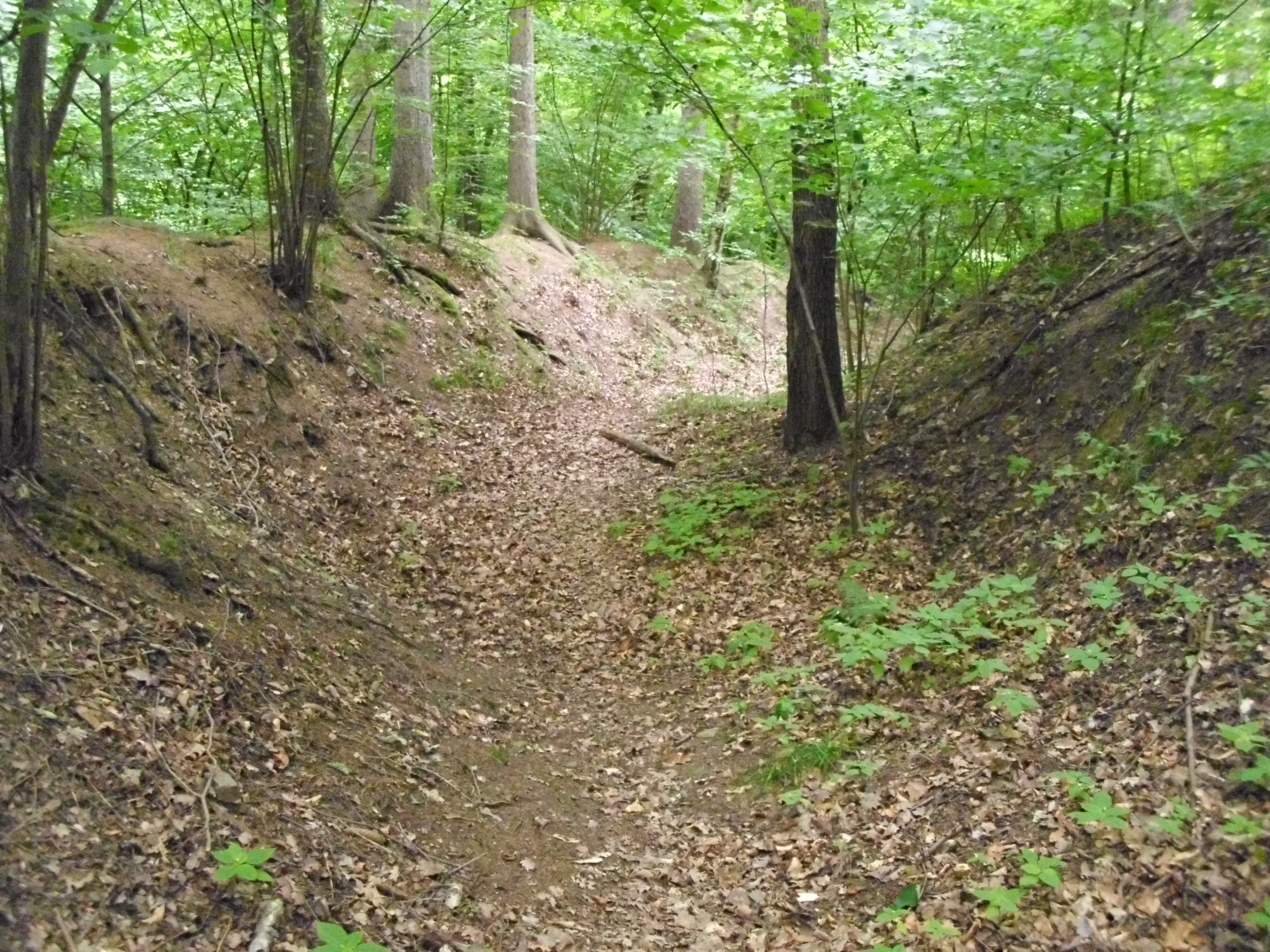
Der linke Hohlweg

Der Dippoldiswalder Fußweg führt von Dippoldiswalde am Schwarzberg (440 NHN) vorbei nach Obercarsdorf und besteht schon seit dem früheren Mittelalter. Auf den Berliner Meilenblättern findet er seine Nennung. Im Bereich des Schwarzbachtals teilt er sich am Dippoldiswalder Hang in drei nebeneinander liegende Hohlwege, die auf eine starke Befahrung durch Fuhrwerke hinweisen. Die noch 1947 über den Schwarzbach führende Brücke wurde abgetragen und durch eine Fußgängerbrücke ersetzt. Sie liegt in einer Höhe von 401,2 Metern und ist die Gemarkungsgrenze zwischen der Stadt Dippoldiswalde und der Ortschaft Obercarsdorf. Bei Obercarsdorf, wo der Dippoldiswalder Fußweg die alte Osterzgebirgische Poststraße von Frauenstein nach Dresden querte (die durch die heutige B171, frühere neue Poststraße  1883/1884 abgelöst wurde), steht am Weg ein Steinkreuz, dessen Fuß ein eingemeißeltes Schwert zeigt und auf einen Mord um 1500 hinweist.

## Naturschutzgebiet
Das Gebiet liegt zwischen dem Pneumatik- und Hydraulikwerk in Dippoldiswalde und der Alten Osterzgebirgischen Straße. Es findet sich ein Mischwald mit artenreichen Talwiesen entlang des Schwarzbachs mit Stieleichen und Erlen. Es gibt Herbstzeitlose, Perücken-Flockenblume, den Großen Wiesenknopf, Kuckucks-Lichtnelken, Schmalblättriges Wollgras, Bach-Nelkenwurz und Kohl-Kratzdistel.
Zu finden sind dort mehrere Arten von Libellen (u. a. Hufeisen-Azurjungfer), Schmetterlinge wie Schwalbenschwanz (Papilio machaon), Admiral (Vanessa atalanta), Landkärtchen (Araschnia levana), der Braune Bär (Arctia caja), die Hausmutter (Noctua pronuba), die Käferarten Papelle (Melasoma populi), Blutzikade (Cercopis vulnerata), Lederlaufkäfer (Carabus coriaceus) sowie Hornissen (Vespa crabro), die Halbmondschwebfliege (Skalva pyrastiri), der Schmalbock (Rutpela maculata) und die Gelbbindige Schwebfliege (Episyrphus balteatus).

## Schwarzbach
Der Bach entspringt auf den Fluren von Obercarsdorf nahe der Grenze zu Sadisdorf auf ca. 519 NHN und durchfließt auf ca. 5,5 Kilometer den kompletten Grund. Zwei Brücken überquerten ihn, auf welchen die Straße von Reichstädt nach Obercarsdorf und die Alte Osterzgebirgische Poststraße verliefen. Am Rande von Dippoldiswalde speiste er einen Teich, der als Schwimmbad genutzt wurde. Der Bach mündet bei ca. 350 NHN oberhalb der Walk- oder Mendenmühle in die Rote Weißeritz.